# Liga Profesional de Fútbol Argentino
La Liga Profesional de Fútbol Argentino, conocida también como Liga Profesional de Fútbol o simplemente Liga Profesional (sigla LPF), es un órgano interno de la AFA, el cual fue creado oficialmente en la asamblea extraordinaria del 19 de mayo de 2020. Se originó para devolver el manejo de la Primera División a la entidad, luego de la abrupta disolución de la Superliga Argentina, producida de hecho en abril del mismo año.

## Integración
Las autoridades son:
- Presidente:
  - Claudio Tapia
- Consejo Directivo:
  - Jorge Amor Ameal (Boca Juniors)
  - Rodolfo D'Onofrio (River Plate)
  - Víctor Blanco (Racing Club)
- Vicepresidentes:
  - Primero: Cristian Malaspina (Argentinos Juniors)
  - Segundo: Hernán Arboleya (Lanús)
  - Tercero: Mario Leito (Atlético Tucumán)
- Secretario:
  - Sergio Rapisarda (Vélez Sarsfield)
- Prosecretario:
  - Gabriel Pellegrino (Gimnasia y Esgrima La Plata)
- Director general:
  - Eduardo Spinosa (Banfield)

## Función
Son sus funciones:
- Elegir sus autoridades de conformidad con sus reglamentos internos.
- Organizar el campeonato de Primera División y elaborar, aprobar y eventualmente modificar, exclusivamente por sus miembros, los reglamentos de competencias (estableciendo calendarios, fixture, criterios de clasificación de los equipos a copas internacionales), reglamento de control económico financiero y cualquier otro reglamento necesario para el cumplimiento de sus fines.
- Explotar y gestionar comercialmente en forma exclusiva, por delegación expresa de la AFA, los derechos audiovisuales locales e internacionales y demás derechos inherentes a la organización del campeonato de Primera División.
- Explotar y gestionar comercialmente en forma exclusiva todos los derechos inherentes a la organización de los torneos que realice, comprendiendo, sin limitarse a ellos: patrocinadores de la competencia, estadísticas, datos oficiales, material de archivo de la Primera División, activación de marca, pelota oficial, eSports, etc. El 18% de los ingresos totales obtenidos por la Liga Profesional serán transferidos a la AFA para el sostenimiento de su estructura, conservando la Liga para sí el 82% restante.
- Establecer las pautas para el reparto del dinero entre los clubes de Primera.
- Consensuar la organización de los torneos juveniles e infantiles, entendiendo que la Reserva de Primera División la organizará la Liga bajo el mismo fixture y calendario que la Primera División.
- Coordinar con la AFA el plantel de árbitros habilitados para dirigir la Primera División, con revisión periódica de dicho listado, conforme a evaluación de rendimiento.